# Герб Хотина
Герб Хотина — один з офіційних символів міста Хотина Чернівецької області. Затверджений 21 березня 1996 року рішенням Хотинської міської ради. Автор герба є Володимир Денисов.

## Опис
Герб являє собою червоно-лазуровий щит іспанської форми. В центрі щита розташовано срібне зображення фортеці з трьома вежами. На середній вежі знаходиться золотий півмісяць, на двох інших — білі бунчуки. Над фортецею знаходяться дві перехрещені шаблі, над ними — золотий хрест.
Щит обрамлено декоративний картушем і увінчано срібною міською короною у вигляді трьох веж.

## Історія

### Російський герб
Проєкт гербу було розроблено у відомстві бессарабського обласного землеміра та затверджено за однією версією 2 квітня, за іншими 8 квітня 1826 року.
На золотому тлі розташована фортеця з трьома вежами. На двох крайніх поставлено бунчуки, на середній — півмісяць. Над фортецею навхрест покладено дві шаблі, обернені вістрям донизу, над ними знаходиться срібний хрест, що вказує на взяття турецької фортеці.

### Проєкт Бориса Кене
Проєкт герба розроблено 1870 року геральдистом Бернгардом Кене, котрий спробував порушити традиційну для старовинної української геральдики зображення замкового муру, що символізує місто-фортецю. Проте ця версія герба затверджена не була.
Новий герб містив срібну фортечну стіну з відчиненими ворітьми на чорному фоні, супроводжувану двома золотими коронами. Щит увінчано срібною міською короною з трьома вежами та двоголовим орлом над ними. За щитом покладено навхрест два золоті списи з червоними прапорами та орлами на них. У верхньому лівому куті щита розташований герб Бессарабської губернії.

### Румунський герб
Проєкт гербу було затверджено 1930 року.
Герб являє собою щит, розтятий вздовж на ліву білу та праву червону половини. У білому полі розташована червона башта з зачиненими чорними воротіми та вікнами. У червоному полі — рука в білому одязі, що тримає білу булаву. Щит увінчано міською короною з п'ятьма вежами.

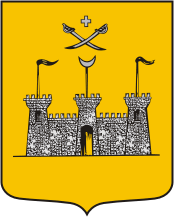
Герб Російського періоду
Проєкт Б. Кене
Герб румунського періоду

## Символізм
Мотивом першого герба були події російсько-турецької війни 1735–1739 років, відомі облогою фортеці Хотин.
Однак для знавців історії міста герб виступав алегорією подій Хотинської війни 1621 року під проводом Петра Конашевича-Сагайдачного. Ця версія тлумачення герба з'явилася в новій редакції його опису, затвердженого румунським королем у 1928 році.